# Českoslovanská strana agrární

Emblem der tschechoslowakischen Agrarpartei (RSZML) war ein vierblättriges Kleeblatt

Die Českoslovanská strana agrární (deutsch: Tschechoslawische Agrarpartei, bis 1905 Česká agrární strana/Tschechische Agrarpartei) war eine Bauernpartei in Österreich-Ungarn und später in der Tschechoslowakei. Sie wurde 1899 gegründet. In der Ersten Tschechoslowakischen Republik nannte sie sich ab 1919 Republikánská strana československého venkova (Republikanische Partei des tschechoslowakischen Landvolkes) und ab
1922 Republikánská strana zemědělského a malorolnického lidu (RSZML; Republikanische Partei des Landwirtschaftlichen und Kleinbäuerlichen Volkes). Im November 1938 ging sie in der Partei der nationalen Einheit auf.

## Geschichte während der Habsburgermonarchie
Die tschechischen Parteien der Alttschechen und Jungtschechen hatten lange Zeit den Anspruch auf die politische Vertretung der gesamten Nation gestellt. Dennoch vertraten sie politisch vor allem die Interessen der städtischen Bevölkerung. Die Bauern kritisierten zwar diese Tatsache, jedoch kam es während der 1870er und 1880er Jahre lediglich zu vereinzelten Vorschlägen zur Gründung einer Bauernpartei. Zudem gelang es den Jungtschechen sich Mitte der 1880er Jahre als Sprecher für die Bauen zu positionieren, was die Jungtschechen bei den Landtagswahlen 1889 bzw. der Reichsratswahl 1891 zur stärksten tschechischen Partei machte.
Da sich die Zusammenarbeit zwischen Jungtschechen und Bauernvertreten schwierig gestaltete, wurden in den 1890er Jahren mehrere Bauernvereine und -parteien gegründet. Zu ihnen gehörte die südböhmische, konservative „Böhmisch-mährische Landwirtschaftspartei“ (Českomoravská strana hospodářská), die aus dem „Landesbauernbund für das Königreich Böhmen“ (Zemská selská jednota pro království české) von Alfons Ferdinand Šťastný hervorgegangen war. Nachdem im Februar 1896 Stanislav Kubr in Mittelböhmen den Verein „Mittelböhmischer Bauerngau“ (Středočeská selská župa) gegründet hatte, entstand einige Monate später in Ostböhmen auf Betreiben von František Udržal der „Politische Bauernverein“ (Politická selská jednota). Während Kubr und Udržal anfangs noch in Übereinstimmung mit den Jungtschechen agierten, trennte sich Kubr in der Folge von Udržal und den Jungtschechen und benannte seine Organisation in „Vereinigung tschechischer Landwirte für das Königreich Böhmen“ (Sdružení českých zemědělců pro království České) um. Aus diesem Verband entstand in der Folge 1899 die Tschechische Agrarpartei, die als Rahmenorganisation verschiedener Interessenvereinigungen diente und das politische Programm formulierte. Im Jahr 1900 schloss sich schließlich auch der Landesbauernbund für das Königreich Böhmen der Tschechischen Agrarpartei an.
Zählte die Vereinigung tschechischer Landwirte 1897 noch 2.000 Mitglieder, so steigerten sich die Mitgliederzahlen durch die Gründung der Tschechischen Agrarpartei 1897 bereits auf 18.000 Personen, 1900 hatte die Partei 20.000 Mitglieder, 1912 hatte die mittlerweile in allen Ländern der böhmischen Krone agierende Partei 91.000 Mitglieder. Um ihren Einfluss auszudehnen, gründete die Agrarpartei zudem Zweigorganisationen wie den Zentralverband der Rübenbauern oder den Zentralverband der tschechischen landwirtschaftlichen Genossenschaften, die Agrarbank (Agrání banka) und eine Druck- und Verlagsgenossenschaft, die unter anderem das Wochenblatt „Obrana zemědělců“ (Verteidigung der Landwirte) und ab 1906 die Tageszeitung „Venkov“ (Land) publizierte. Nachdem sich im Mai 1905 die Tschechischen Agrarpartei mit den Vertretern der Bauernparteien aus Mähren und Schlesien zusammengeschlossen hatte, trat die Partei in allen böhmischen Ländern als Tschechoslowakische Agrarpartei auf. 1906 trat schließlich auch Udržals Bauernverein der Partei bei. Im Jahr 1909 wurde Antonín Švehla der Vorsitzende der Partei und blieb das bis 1933.

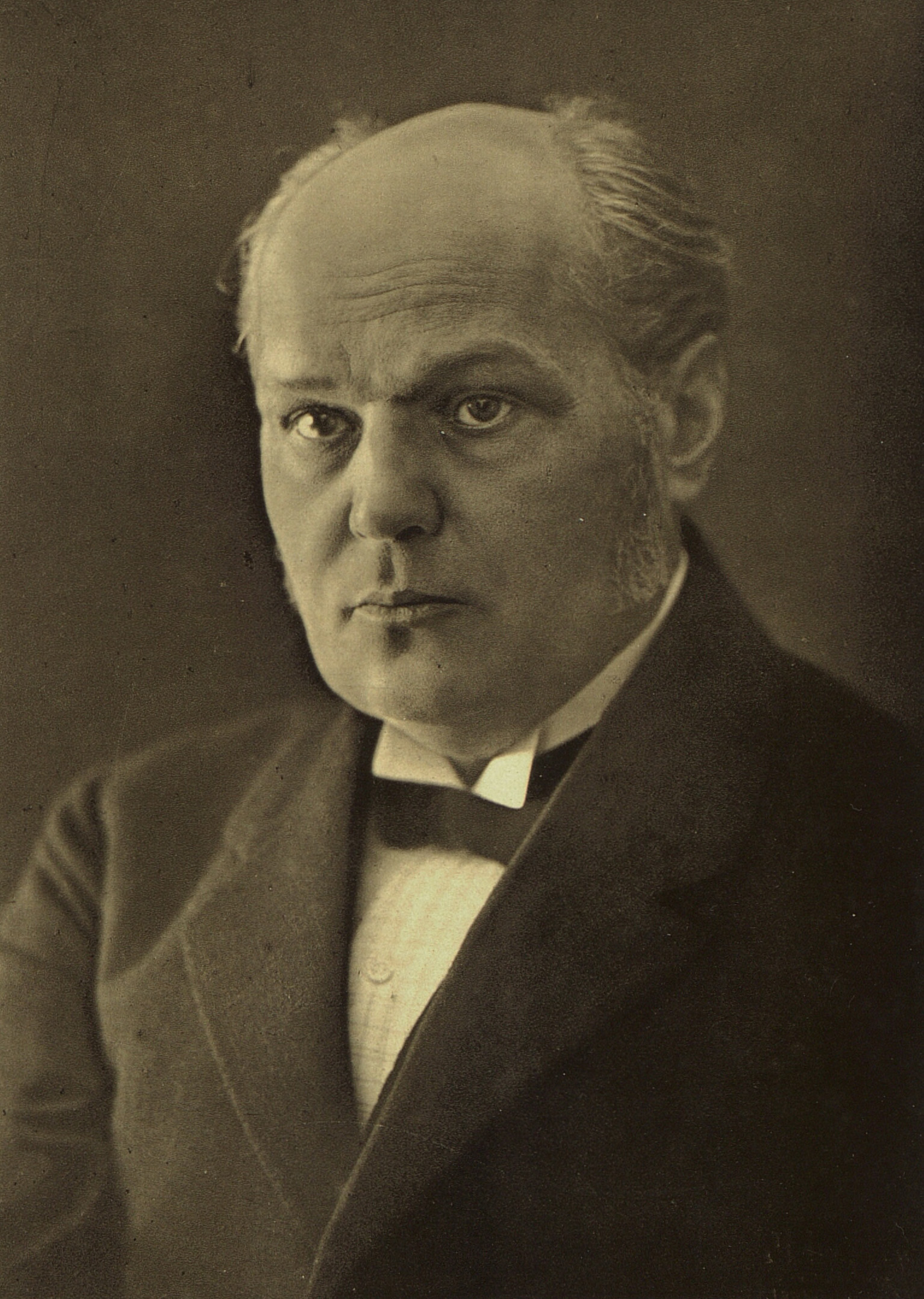
Antonín Švehla war langjähriger Vorsitzender der Agrarpartei sowie 1922–1926 und 1926–1929 tschechoslowakischer Ministerpräsident

Das Parteiprogramm der Agrarpartei stand ganz im Zeichen der Bedeutung der landwirtschaftlichen Gesellschaftsschicht für das Leben der tschechischen Nation und der Volkswirtschaft. Hierzu verfolgte die Agrarpartei eine gesellschaftliche und kulturelle Durchdringung der Landbevölkerung mittels einer eigenen Agrarideologie. Auf staatlicher Ebene stand die Agrarpartei für eine Schwächung der Zentralisierung, eine Stärkung der Selbstverwaltung, einen Kompetenzgewinn für die Landtage und für die Weiterentwicklung des Schulwesens. Hierbei trat die Agrarpartei auch für einen gleichberechtigten Zugang der Frauen zu Bildung ein. War die Agrarpartei der Ausdehnung des Wahlrechts erst negativ gegenüber gestanden, so bekannten sich die Parteimitglieder schließlich doch zur Reform der Reichsratswahlordnung 1906, die sie schließlich bei der Reichsratswahl 1907 auch zur stärksten tschechischen Partei werden ließ. Diese Position konnte die Tschechische Agrarpartei bei der Reichsratswahl 1911 noch ausbauen.

## Entwicklung in der Tschechoslowakei
Nach der Gründung der Tschechoslowakei 1918 benannte sich die Partei in Republikánská strana zemědělského a malorolnického lidu (RSZML, Republikanische Partei des landwirtschaftlichen und kleinbäuerlichen Volkes, kurz Agrarpartei) um und wurde zeitweise zur stärksten Partei der Republik. Obwohl sie tschechisch dominiert war, stieg die Partei in den 1920er Jahren auch zur stärksten Partei in der Slowakei – neben der HSĽS – auf. Im Laufe der Ersten Tschechoslowakischen Republik gelang es der RSZML, mehr Unterstützung in den städtischen Mittelschichten und dem Finanzsektor zu gewinnen. Das ging aber zulasten des Rückhalts in den ländlichen Gebieten. Im Bereich der Bauernschaft vertrat die Partei eher die Interessen der wohlsituierten Bauern.

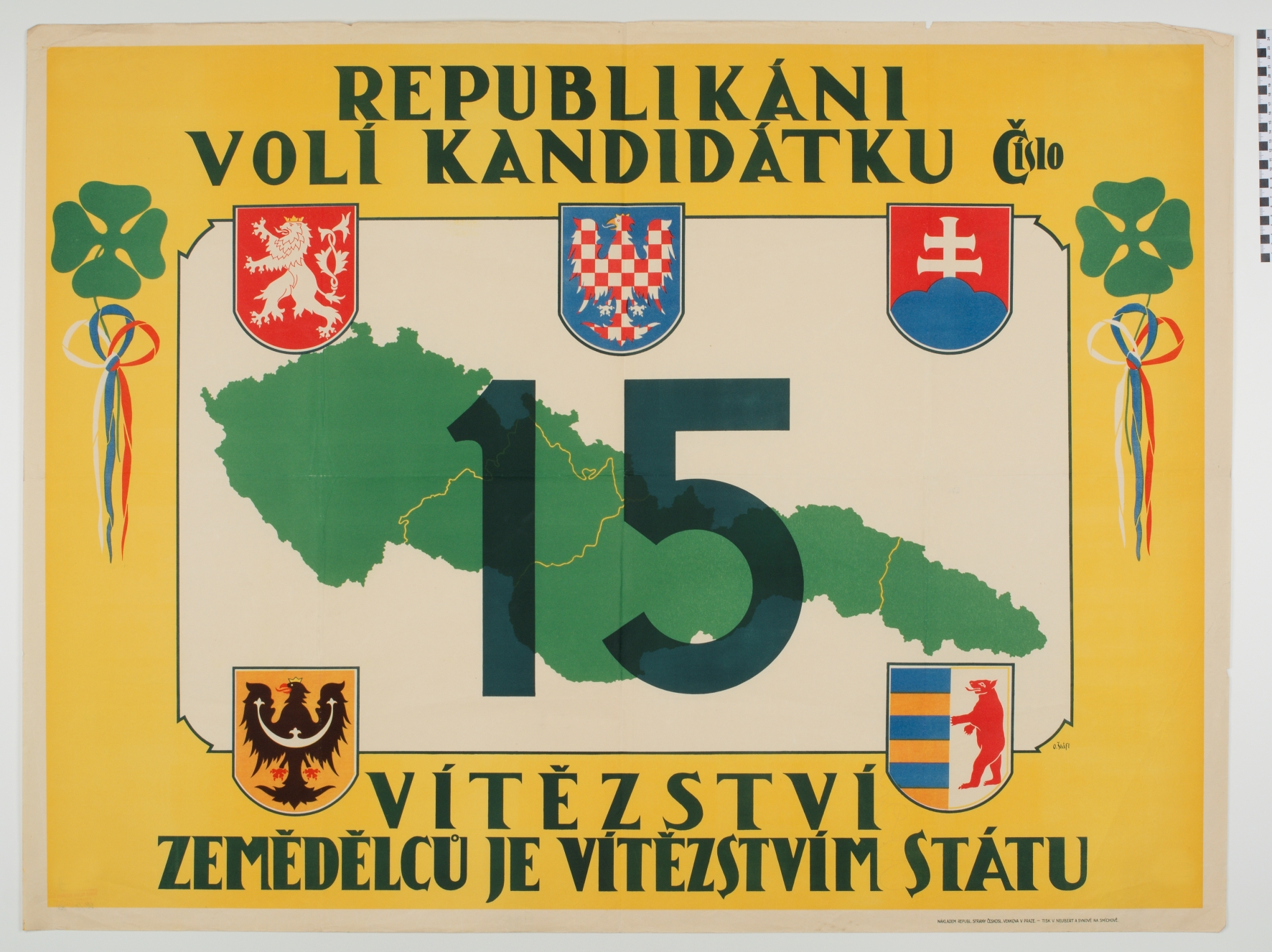
Wahlplakat aus den 1930er-Jahren (aus der Sammlung des Ostböhmischen Museums Hradec Králové)

Von 1922 bis 1938 stellte die Partei (bis auf eine kurze Unterbrechung 1926) stets den Ministerpräsidenten der Tschechoslowakei: zunächst war dies Antonín Švehla, ab 1929 František Udržal, ab 1932 Jan Malypetr und ab 1935 der Slowake Milan Hodža. Die RSZML regierte zunächst in einer Koalition aller großen tschechoslowakischen Parteien – mit den Sozialdemokraten (ČSDSD), der katholischen Volkspartei (ČSL), der national-sozialen Partei (ČSNS) und den Nationaldemokraten. Ab 1926 bildete sie Mitte-rechts-Koalitionen ohne die Sozialdemokraten, dafür aber mit Vertretern der deutschen Volksgruppe (Bund der Landwirte und Christlich-Soziale) und den slowakischen Ludaken. Ab 1929 waren wieder die Sozialdemokraten (tschechoslowakische und deutsche) an der Regierung beteiligt.
Letzter Vorsitzender der Partei vor dem Münchner Abkommen war Milan Hodža, der Anfang der 1920er Jahre die slowakische Sektion der Partei geführt hatte. Nach der Demütigung und Schwächung der Tschechoslowakei durch das Münchner Abkommen verschmolz die RSZML am 22. November 1938 mit anderen konservativen und rechten Parteien (Národní sjednocení, ČŽOSS, NOF) sowie einem Teil der ČSNS zur Strana národní jednoty (Partei der nationalen Einheit) unter Führung des ehemaligen RSZML-Mitglieds Rudolf Beran. Dieser wurde am 1. Dezember 1938 Ministerpräsident der Tschechoslowakei, die er nach dem Ermächtigungsgesetz vom 15. Dezember bis zur Zerschlagung des tschechoslowakischen Staates durch NS-Deutschland im März 1939 autoritär regierte.